# Cyrtodactylus batik
Cyrtodactylus batik là một loài thằn lằn trong họ Gekkonidae. Loài này được Iskandar, Rachmansah & Umilaela mô tả khoa học đầu tiên năm 2011. Chúng là loài đặc hữu của đảo Sulawesi (Indonesia).